# ポロク地方
座標: 北緯41度48分00秒 東経20度55分12秒 / 北緯41.80000度 東経20.92000度
ポロク地方は北マケドニアの8つの地方の1つ。
マケドニアの北西部に位置し、北にコソボ、西にアルバニアと接する。
国内では南西部地方、スコピエ地方と接する。

## 自治体

ポロク地方の自治体

ポロク地方は9つの自治体に分かれる。
- ボゴヴィニェ（英語版）
- ブルヴェニツァ（英語版）
- ゴスティヴァル
- イェグノヴツェ（英語版）
- マヴロヴォ・ロストゥシャ（英語版）
- テアルツェ（英語版）
- テトヴォ
- ヴラプチシュテ（英語版）
- ジェリノ（英語版）

## 民族

ポロク地方の民族分布

ポロク地方はマケドニアの地方で唯一マケドニア人が多数派ではない。